# William O. Douglas Wilderness

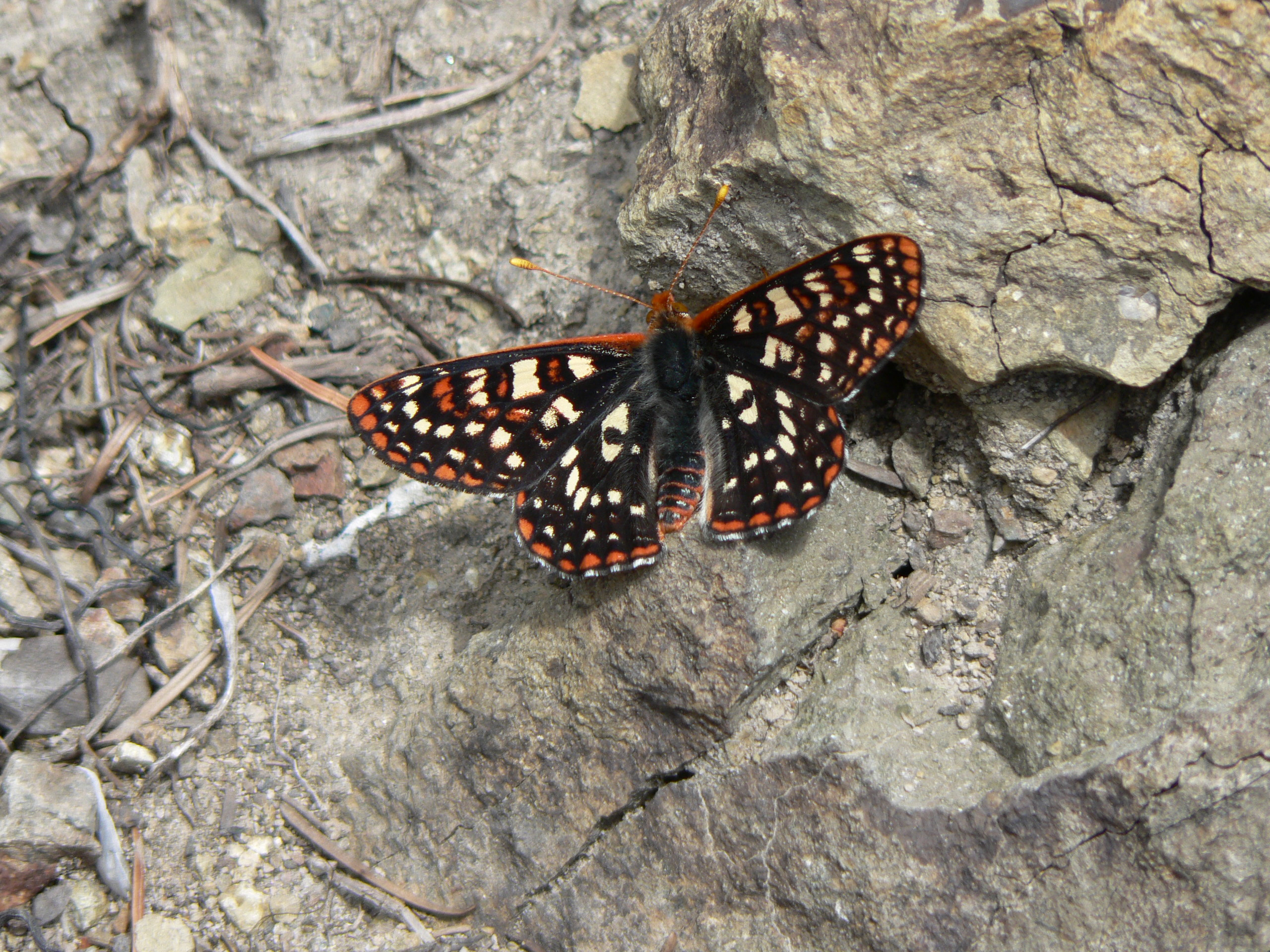
Euphydryas chalcedona, ein Edelfalter, der in der Douglas Wilderness beobachtet werden kann

Die William O. Douglas Wilderness ist ein Wildnisgebiet im Zentralteil des US-Bundesstaates Washington. Es umfasst über 680 km² zwischen dem U.S. Highway 12 und der Washington State Route 410 und wird gemeinsam vom Okanogan-Wenatchee National Forest und dem Gifford Pinchot National Forest verwaltet. Eine gemeinsame Grenze im Westen besteht zum Mount-Rainier-Nationalpark; die Norse Peak Wilderness liegt im Norden, die Goat Rocks Wilderness im Süden. Schätzungsweise 25 Meilen (40 km) des Pacific Crest Trail winden sich innerhalb seiner Grenzen entlang des Hauptkamms des Kaskadengebirges. Im Gebiet finden sich vereinzelte Gipfel, scharfe Grate, steile Hänge und hunderte kleiner Seen und wassergefüllter Felslöcher. Ein Großteil des Gebietes wird durch die Zuflüsse des Naches River entwässert. Die nächstgelegene Stadt ist Yakima.

## Geschichte
Der Washington Wilderness Act von 1984 deklarierte das straßenfreie Gebiet am Cougar Lake als William O. Douglas Wilderness, benannt nach dem Richter am Obersten Gerichtshof der Vereinigten Staaten William O. Douglas. Douglas wuchs in Yakima auf und folgte einem Ruf an den U.S. Supreme Court durch Präsident Franklin D. Roosevelt. Richter Douglas wird für eine lange und herausragende Karriere geehrt, die durch sein Engagement für Bürgerrechte und Umweltbelange gekennzeichnet ist. Diese Ehrung bezieht sich nicht nur auf seine aktive Rolle in der Ausweisung von Wildnisgebieten, sondern auch auf seine lebenslange Zuneigung und Liebe zur Region um den Cougar Lake. William O. Douglas kannte die Wanderwege sehr genau und verbrachte viele Sommer auf seiner Hütte in Goose Prairie, einem kleinen Bergdorf, das vom heutigen Wildnisgebiet umgeben ist.

## Topographie
Obwohl ein nennenswerter Anteil der William O. Douglas Wilderness aus hochgelegenen Wäldern besteht, ist die generelle Topographie vielfältig. Der höchste und auffälligste Gipfel ist Mount Aix (2.367 m) mit einem Vorgipfel auf 1.002 Metern Höhe. Die Gegend um den Cougar Lake ist durch hochalpine Seen und das Tumac Plateau von zahlreichen die Wälder sprenkelnden Seen charakterisiert. Die Ostgrenze des Gebietes fällt zu Kiefernwäldern und nackten Felsgraten in mittleren Höhenlagen ab. Das Meeks Table Natural Research Area, auf einem Basalt-Tafelberg gelegen, liegt innerhalb der Wildnis an seiner östlichen Grenze.